# التاريخ العصبي
التاريخ العصبي هو نهج متعدد التخصصات للتاريخ يستفيد من التقدم في علم الأعصاب لإخبار أنواع جديدة من القصص عن الماضي، وبشكل خاص عن التاريخ االعميق.ت حقق ذلك من خلال دمج التطورات في علوم الأعصاب في النظرية والمنهجية التأريخية في محاولة لإعادة بناء الماضي أ قترح لإول مرة من قبل الإستاذ بجامعة هارفارد دانيال لورد إسماعيل أثناء عمله  وهو يقدم للمؤرخين طريقة للتعامل بشكل نقدي مع علم النفس الشعبي الضمني في تفسير الأدلة.
ذكر أحد الحسابات أن التاريخ العصبي يمكن إرجاعه إلى استقبال ويليام ريدي لعلم النفس التجريبي والذي أطلق موجة علم األعصاب في العديد من مجالات العلوم الإنسانية حتى وصلت إلى التاريخ. عندما قدم سمايل التاريخ العصبي في كتابه عن التاريخ العميق والدماغ، اقترح العديد من الأفكار، لا سيما الآثار المترتبة على التطور – وخاصة تطور المرونة العصبية بأن المركب العصبي يكمن في قلب التجربة ويرتبط ارتباطً البشرية – إلى التاريخ.جادل سمايل مباشرا بالممارسات والمؤسسات الاجتماعية حتى يتمكن المؤرخون من التفكير فيما يتعلق بالطبيعة والتنشئة.كما اقترح ابتكارات أخرى مثل توسيع الحدود الزمنية باعتباره تاريخا بالإضافة إلى مفهوم المصادر.بصرف النظر عن الوثيقة المكتوبة، افترض أن التاريخ يتضمن قطعًا حجرية وحفريات وآثا ًرا تاريخية أخرى.من بين المؤيدين الآخرين للتاريخ العصبي لين هانت.يتم تقديم المناقشة المنهجية والتفكير في التعاون بين التاريخ وعلم األعصاب من قبل ديتر النجويش / نيلز بيرباومر.
أظهرت التعليقات الالحقة أن الفكرة تعتمد على افتراضات تطورية (لا سيما مزيج من االبتهاج وتأثير بالدوين) ويمكن توسيعها من خلال الاعتماد على أفكار من الفلسفة العصبية.واقترحت النتيجة على أنها توفر الوسائل لنوع جديد من المنهج التاريخي: التاريخ من الداخل، والذي يُنظر إليه على أنه زيادة للتاريخ من الأسفل. كمنهج تاريخي، يسمح التاريخ العصبي فكرة أن الدماغ يمكن أن يكون بؤرة سردية للتاريخ، لا ترتكز على إطار التنظيم السياسي. يصفه التفسير أيضا أنه نهج الماضي الذي يعترف بالدليل على مرونة الدماغ في التنمية البشرية، مع إعطاء أهمية للسياق، السيما عند بناء التجربة البشرية.يرتبط التاريخ العصبي أي ًضا بالتاريخ الثقافي بمعنى أنه يقدم المزيد من الأفكار، خاصة بما يتعلق بالتاريخ المبكر، لأنه لا يقيد الخيال التاريخي. إنه يؤدي إلى ما يسمى بالحاضرية الضمنية المستمدة من استنتاجات المؤرخين المسقطة من مفاهيمهم النفسية الشعبية من خلال السياق المعاد بناؤه.